# Skep Point
Der Skep Point ist eine eisfreie und hoch aufragende Landspitze im Nordosten der antarktischen James-Ross-Insel. Sie liegt 8 km westnordwestlich des Ula Point.
Der Falkland Islands Dependencies Survey nahm 1945 und 1953 Vermessungen der Landspitze vor. Das UK Antarctic Place-Names Committee benannte sie 1957 deskriptiv. Von der Seeseite aus betrachtet erinnert sie an einen sogenannten Stülper (englisch skep), eine besondere Variante des traditionellen Bienenkorbs.